# Manroland

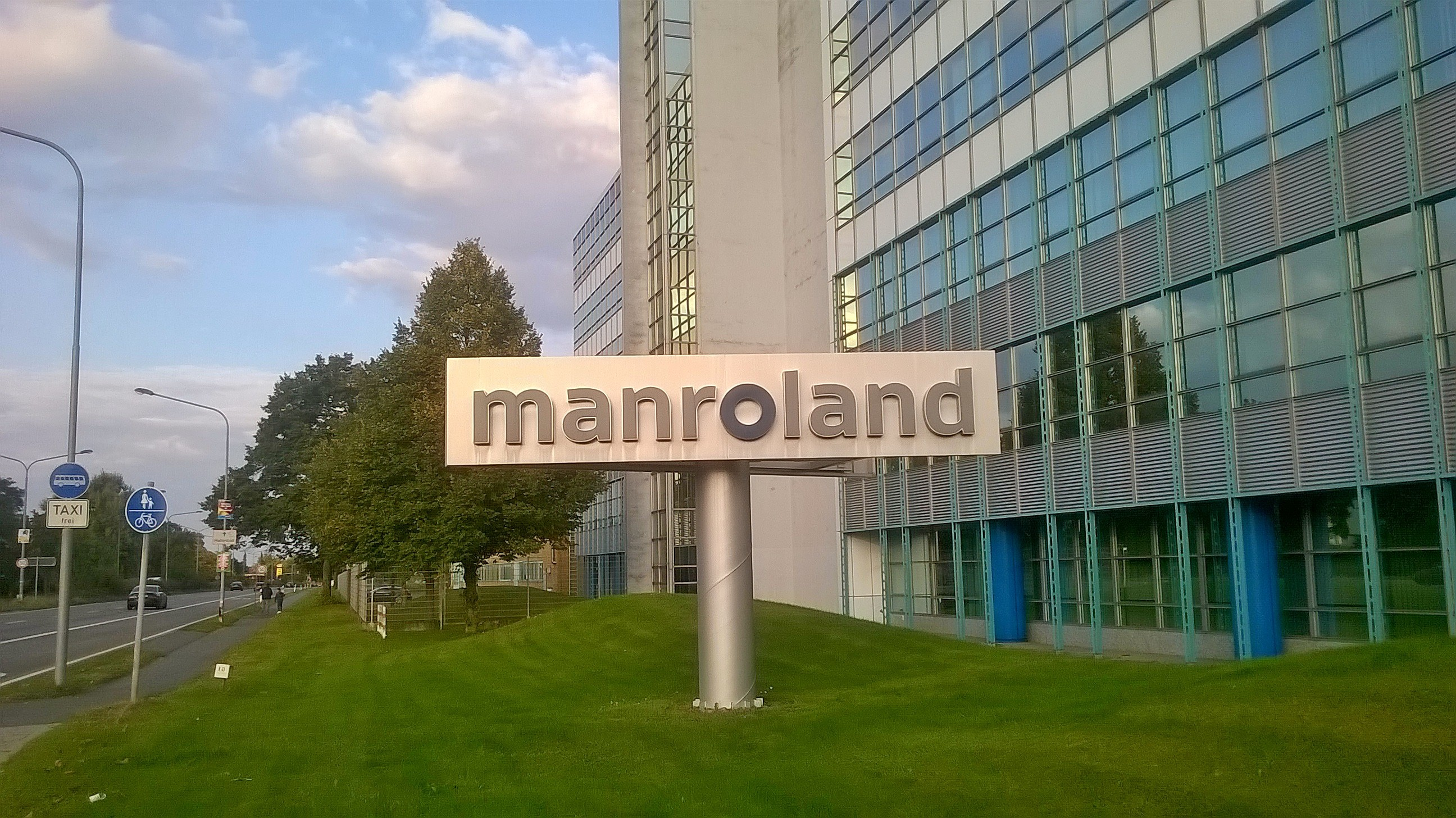
Manroland en Offenbach del Meno

Manroland AG es un fabricante de sistemas de impresión para el offset rotativo de periódicos, el offset rotativo comercial y offset de pliego para la impresión de periódicos, publicitaria, editorial y la impresión de embalajes. Las sedes de producción se encuentran en Augsburgo, Offenbach del Meno y Plauen. Manroland Mechatronische Systeme en Plauen ofrece una ampliación de las capacidades de producción a clientes terceros.
Manroland AG, junto con otras empresas filiales, emplea a unos 7.000 colaboradores en todo el mundo (datos del 2010). Anteriormente, la razón social de la compañía era MAN Roland Druckmaschinen AG.

## Historia
Carl August Reichenbach, sobrino del fundador de KBA, Friedrich Koenig, y Carl Buz fundaron en 1844 en Augsburgo la compañía Reichenbach’sche Maschinenfabrik (fábrica de maquinaria de Reichenbach). Transcurridos seis meses, los dos pioneros de las máquinas de impresión suministrarían su primera prensa rápida a la imprenta de Augsburgo, propiedad de Nikolaus Hartmann. 
Además de la prensa rápida, el siglo XIX trajo otra innovación en la construcción de máquinas de impresión consigo. Como ya fuera un editor de periódicos quien diera la idea para la invención de la prensa rápida, también en este caso el impulso vendría de un empresario, John Walter III, el editor del "The Times" en Londres.
Alrededor del 1850 se planteó la pregunta de si el principio de la rotativa sería apropiado para la impresión tipográfica. Por encargo de John Walter III, los dos ingenieros J.C. MacDonald y John Calverly desarrollaron y construyeron la primera máquina de impresión rotativa para la impresión de periódicos. Esta máquina de impresión se hizo famosa como "prensa Walter". 
La fábrica de maquinaria de Augsburgo MAN envió a su director de desarrollo Gustav Bissinger a Inglaterra en junio de 1872. Los viajes informativos de los ingenieros alemanes a las naves industriales y fábricas de Inglaterra, en aquella época nación industrial líder del mundo, tenían tradición. Después de este viaje, la primera rotativa de la fábrica de maquinaria Augsburgo (Maschinenfabrik Augsburg) rápidamente estuvo concluida. A pesar de que también trabajara según el principio Walter, la máquina era más pequeña y ligera, resultando más fácil el acceso a las piezas de ésta. En mayo de 1873, la compañía la presentaría en la Exposición Universal de Viena.

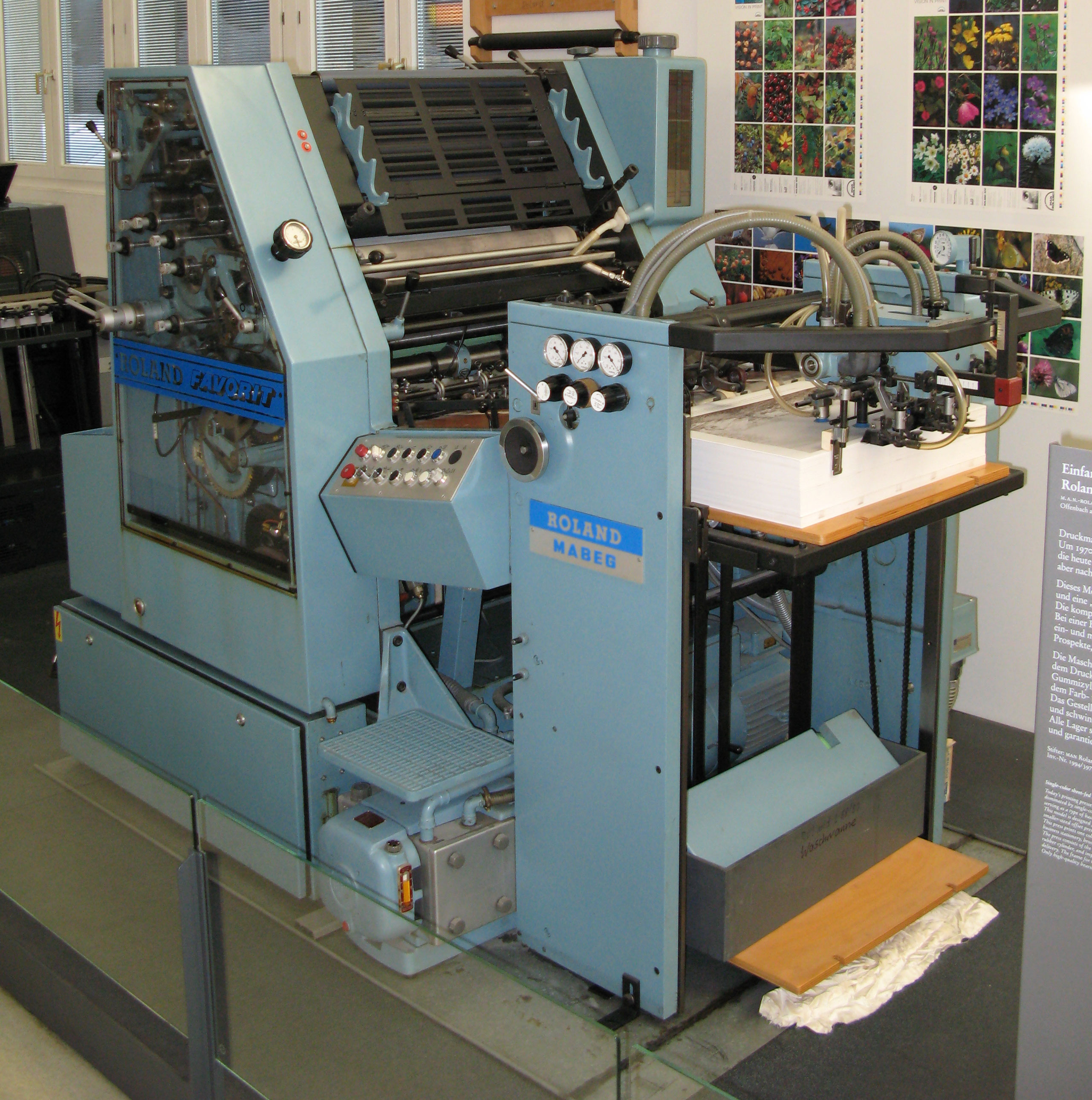
Impresora offset (1980).

Dos años antes, los ingenieros mecánicos Louis Faber y Adolf Schleicher fundaron la empresa Faber & Schleicher como "negocio asociativo para la fabricación de prensas rápidas litográficas". Para la historia de la litografía, Offenbach del Meno juega un papel crucial, ya que el propio Alois Senefelder construyó aquí algunas de sus primeras prensas litográficas para la editorial de música André. La primera prensa rápida para la litografía construida por Faber & Schleicher en 1879, denominada "Albatros", alcanzó un rendimiento horario de 600 a 700 pliegos. 
Los grandes progresos en la impresión rotativa hicieron posible, junto con la experiencia y los conocimientos procedentes de la litografía, la cincografía y la impresión sobre hojalata, la impresión offset a principios del siglo XX. Los inventores, Ira Washington Rubel y Caspar Herrmann, adoptaron el principio de la impresión indirecta ya conocido de la impresión sobre hojalata, desarrollando entre 1904 y 1907 este innovador proceso de impresión. La especialización en la impresión offset empezó para los ingenieros mecánicos de Offenbach en 1911 con el modelo "Roland", la primera rotativa de pliegos del mundo para la impresión offset. Este nuevo desarrollo consiguió la medalla de oro en la exposición de Torino. El nombre Roland se escogió porque en el ámbito de lengua inglesa resulta casi imposible pronunciar "Faber & Schleicher".

### Historia de manroland en palabras clave
La historia de manroland se remonta hasta los inicios de la construcción de máquinas de impresión. Para MAN Roland empieza en el año 1845 con la primera prensa rápida tipográfica. 
- 1845: Carl August Reichenbach entrega la primera prensa rápida procedente de la construcción de máquinas de impresión de Augsburgo a la imprenta Nikolaus Hartmann de Augsburgo.

- 1857: La empresa se convierte en la Aktiengesellschaft Maschinenfabrik Augsburg (sociedad anónima Fábrica de Maquinaria de Augsburgo)

- 1872: Instalación una imprenta completa de periódicos, con caldera de vapor y máquina de vapor.

- 1873: Presentación de la primera máquina de impresión continua en la Exposición Universal de Viena.

- 1889: Mediante una fusión, se funda la "Vereinigte Maschinenfabrik Augsburg und Maschinenbaugesellschaft Nürnberg A.G., Augsburg", que en 1908 cambiaría su razón social a Maschinenfabrik Augsburg-Nürnberg AG - MAN AG.

- 1911: La primera máquina de impresión offset de pliego Roland se construye en 1911.

- 1921: Se desarrolla el primer prototipo de una rotativa offset de tres cilindros en el formato berlinés.

- 1922: La primera máquina offset de una tinta Klein-Roland 00 fue presentada en 1922, llegando a imprimir 5000 pliegos por hora.

- 1931: Desenvolvimiento de una máquina de impresión rotativa que puede imprimir 25.000 periódicos/16 páginas en una hora.

- Segunda Guerra Mundial

- 1951: Presentación en la primera feria de la impresión y el papel drupa de una máquina de impresión en quatricromía (modelo Ultra).

- 1960: Tres cuartas partes de las ediciones globales de todos los diarios alemanes de 1960 se imprimen en instalaciones procedentes de Augsburgo.

- 1972: Con la ROLAND 800, se introdujo una instalación de control del entintado en el offset de pliego, que haría posible la impresión de hasta 10 000 pliegos por hora.

- 1974: Dos años más tarde se construiría en Augsburgo la rotativa más grande de Europa: la rotativa offset de 17 bobinas COLORMAN con 62 grupos impresores.

- 1979: Fundación de la sociedad MAN Roland Druckmaschinen AG (Offenbach del Meno). Surge de la fusión entre la "Roland Offset- und Maschinenfabrik Faber und Schleicher" y la "Augsburger M.A.N.-Druck- und Maschinenbau".

- 1986: En el offset rotativo se presenta en 1986 la LITHOMAN - cilindros con 60.000 revoluciones por hora y una técnica de puesto de mando central electrónica.

- 1987: MAVO, el primero chip Motorola 6800 basado en tecnología de impresión remota, é introducido en los EUA en Ashevill NC. Zravko Krovinovic e su equipo, junto con los departamentos de hard e software de Augsburgo crían una nueva tecnología en los EUA.

- 1990: En la tecnología del puesto de mando se introduce en 1990 el sistema PECOM, junto con un nuevo concepto de automatización para la ROLAND 700 de formato medio, que con esta tecnología llega a imprimir 15.000 pliegos por hora.

- 1995: Cinco años más tarde se presentaría la LITHOMAN en la drupa, un nuevo concepto de máquina para el offset rotativo comercial. Con diversos componentes adicionales puede ampliarse hasta convertirse en un sistema de producción multifuncional para cualquier exigencia. En la drupa de Düsseldorf se presenta en el mismo año la ROLAND 900, una máquina offset de pliego para el formato grande.

- De 2001 a 2004: Después de varios ejercicios desfavorables debidos a la crisis de la industria gráfica en todo el ámbito mundial, MAN Roland se encuentra en una situación difícil a lo largo de los años 2001 a 2004.

- Entretanto manroland se preparaba para enfrentar el futuro. En 2002 manroland se hizo cargo de la parte mayoritaria de la empresa de creación de software ppi Media GmbH. Esta sociedad de Hamburgo opera a escala mundial y desarrolla soluciones de flujo de trabajo para la automatización de procesos de producción y planificación de la industria editorial y gráfica. ppi Media se fundó en 1984 y su plantilla cuenta con unos 150 colaboradores en los emplazamientos de Hamburgo, Kiel y Chicago.

- 2005: La sociedad vuelve a conseguir beneficios después de una amplia estructuración.

- Enero de 2006: MAN vende la participación mayoritaria de su empresa filial MAN Roland Druckmaschinen AG al inversor Allianz Capital Partners GmbH (ACP) - Allianz Private Equity, una filial de la sociedad Allianz SE. Las acciones ahora pasan a ser propiedad de una empresa asociada, que está participada en un 35 % por MAN y en un 65 % por ACP. Con las acciones también se adquirieron por completo las actividades comerciales y la totalidad de las sociedades filiales, incluidas las obligaciones existentes. El objetivo es promover el segundo fabricante mundial de sistemas de impresión, llevándolo en varios años a cotizar en Bolsa. La sociedad lo ve como una excelente oportunidad para ampliar su ventaja en la tecnología de la impresión.

- Octubre de 2006: Una nueva tecnología para la impresión offset de pliego se presentó en octubre de 2006 en la ciudad natal de Johannes Gutenberg, Maguncia: DirectDrive. Con ésta se hace posible, gracias a los cilindros porta plancha de accionamiento directo, reducir hasta un 60 % el tiempo de preparación.

- Mayo de 2008: La sociedad MAN Roland Druckmaschinen AG se convierte en manroland AG. El nuevo logotipo se presenta a continuación el 28 de mayo de 2008 en la rueda de prensa de la drupa (Düsseldorf).

- Junio de 2009: Con la crisis económica, en los EUA, la manroland AG sufre un fuerte ablandamiento en termos de ventas. Pocas encomiendas demuestran que até el "Porshe" de la industria gráfica siente lo impacto da crisis económica global.

- manroland persigue la visión de una máquina de impresión que posibilite un grado máximo de automatización en la producción de la impresión offset pulsando un solo botón – One Touch. En consecuencia se introdujo autoprint en el año 2010. manroland está implementando este concepto tanto en el offset rotativo como en el de pliego. Con autoprint es posible ejecutar más pedidos de impresión invirtiendo menos tiempo para ello, haciendo realidad los cambios de pedido rápidos gracias a un sistema de control inteligente. autoprint incrementa la eficiencia de la producción mediante la automatización de las secuencias laborales.

- Desde 2010: manroland también comercializa sistemas de impresión de inyección de tinta de Océ. Además, en el mismo año se vendió la primera rotativa LITHOMAN de 96 páginas.

- A través de su división manroland Servicios Industriales, desde 2011 manroland ofrece servicios de recursos humanos con personal técnico altamente cualificado.

## Productos
La gama de productos de la sociedad engloba sistemas de impresión para: 
- Offset de pliego p. ej. offset de pliego de gran formato; en ocasión de la drupa 2008 se lanzó una nueva máquina en el formato pequeño 00.
- Impresión de periódicos y la impresión comercial.
- PRINTVALUE: servicios, consumibles y prestaciones de consultoría.

## Sedes Manroland AG
- Augsburgo, Offenbach del Meno y Plauen